# Oolderveste
Oolderveste is een nieuwbouwwijk van de gemeente Roermond die wordt gebouwd tussen Herten en Merum. De wijk zal in totaal 875 woningen omvatten, verdeeld over vier verschillende gebieden.

## Geschiedenis
De gemeente Roermond had al geruime tijd plannen om de stad uit te breiden in het gebied tussen Herten en Merum. Dit gebied ligt echter in de winterbedding van de Maas, wat betekent dat de huizen die in de toekomst gebouwd zouden worden, grote kans hadden onder water te lopen. Hiervoor werd een oplossing bedacht: het gehele gebied werd opgehoogd. Buurtbewoners zagen sowieso niets in het plan. Zij vreesden voor veel overlast, het verkeer zou toenemen en daarnaast werd hun uitzicht verpest door de huizen die enkele meters hoger lagen. Verder kon de Maas nu niet meer uitwijken naar dit gebied. Volgens de bewoners van Herten betekende dit dat hun woningen onder zouden lopen.
Na jarenlang protest werd toch begonnen met de bouw. Allereerst verhuisden twee sportverenigingen (tennisclub ACE en voetbalclub SHH) naar een sportcomplex in Merum, waarna het hele gebied werd opgehoogd. Daarna is men begonnen met bouwen, en anno 2008 woonden er al enkele honderden bewoners. In 2016 moet de hele woonwijk afgebouwd zijn.

## Gebieden
Oolderveste zal worden verdeeld in vier gebieden:
1. De Veste. Dit is het centraal gelegen gedeelte van de wijk. In een rechthoekige vorm zullen honderden woningen verschijnen. Dit deelgebied is gereed.
2. Het Ommeland. In dit gebied, dat De Veste voor een deel omringd, zullen projectmatige woningen worden gebouwd, maar ook woningen die bewoners zelf hebben ontworpen. Dit deelgebied is gereed.
3. Bos en Lommer. Dit is een lange strook met bebouwing, nabij het water.
4. Wonen aan het water. Dit is eveneens een strook bebouwing, voor Bos en Lommer. Deze woningen kijken uit op het water. Hier zal ook hoogbouw worden gerealiseerd.

## Demografie
| Jaar | Inwoneraantal | Groei/afname |
| ---- | ------------- | ------------ |
| 2007 | 90            | n.v.t.       |
| 2008 | 188           | +98          |
| 2009 | 674           | +486         |
| 2010 | 964           | +290         |
| 2011 | 1.138         | +174         |
| 2013 | 1.456         |              |
| 2014 | 1.520         | +64          |
| 2015 | 1.600         | +80          |
| 2016 | 1.695         | +95          |
| 2017 | 1.820         | +125         |
| 2018 | 1.920         | +100         |
| 2019 | 2.020         | +100         |
| 2020 | 2.085         | +65          |
| 2021 | 2.220         | +135         |

## Bereikbaarheid
Oolderveste is vanaf de A73 binnen enkele minuten te bereiken.
Buslijn 2 stopt om het half uur in deelgebied "De Veste" en rijdt van daaruit richting het station van Roermond.